# Sachsendorf (bij Calbe)
Sachsendorf is een plaats en voormalige gemeente in de Duitse deelstaat Saksen-Anhalt, en maakt deel uit van de Landkreis Salzlandkreis.
Sachsendorf telt 313 inwoners.

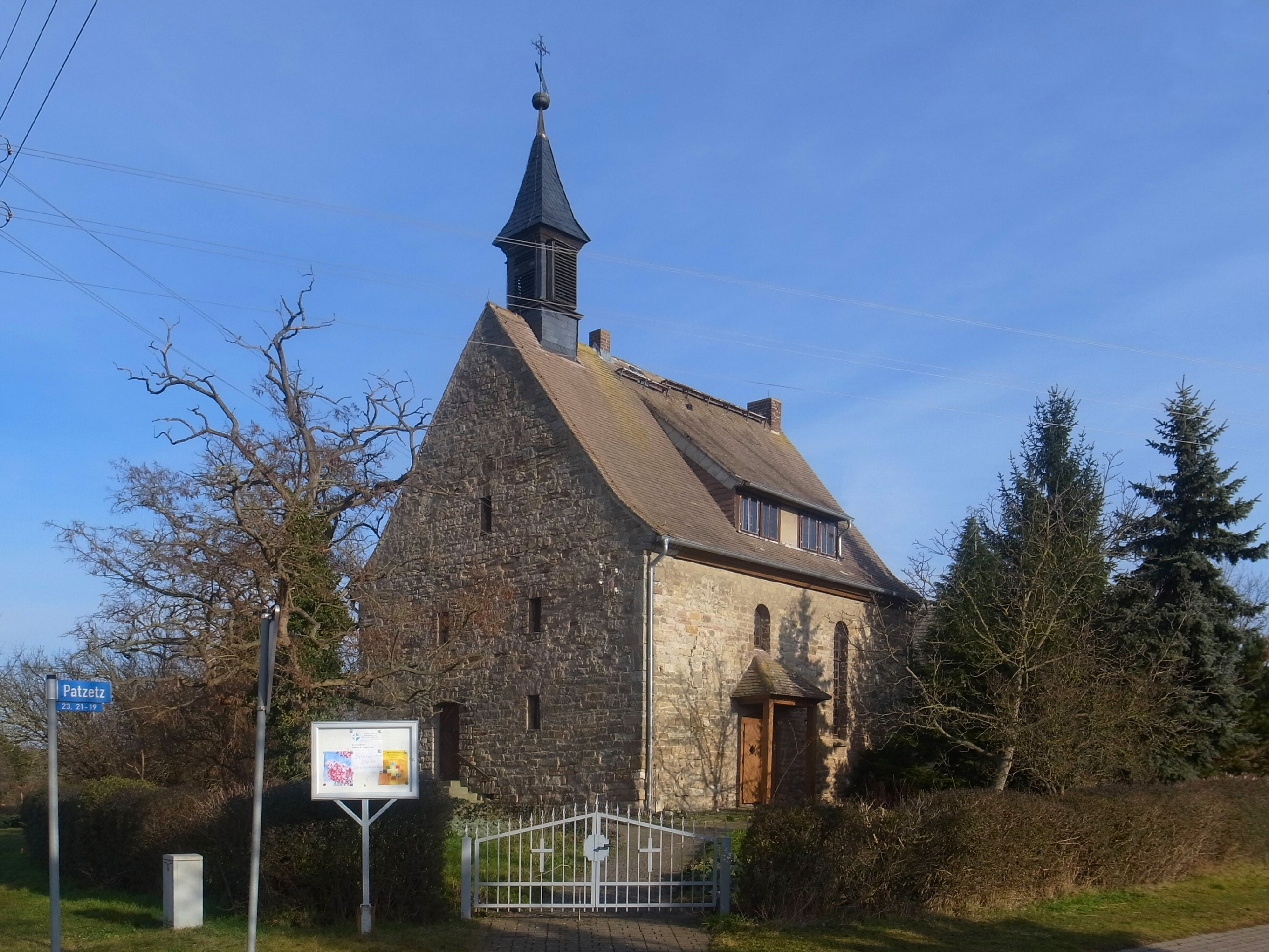
Triniteitskapel, Patzetz
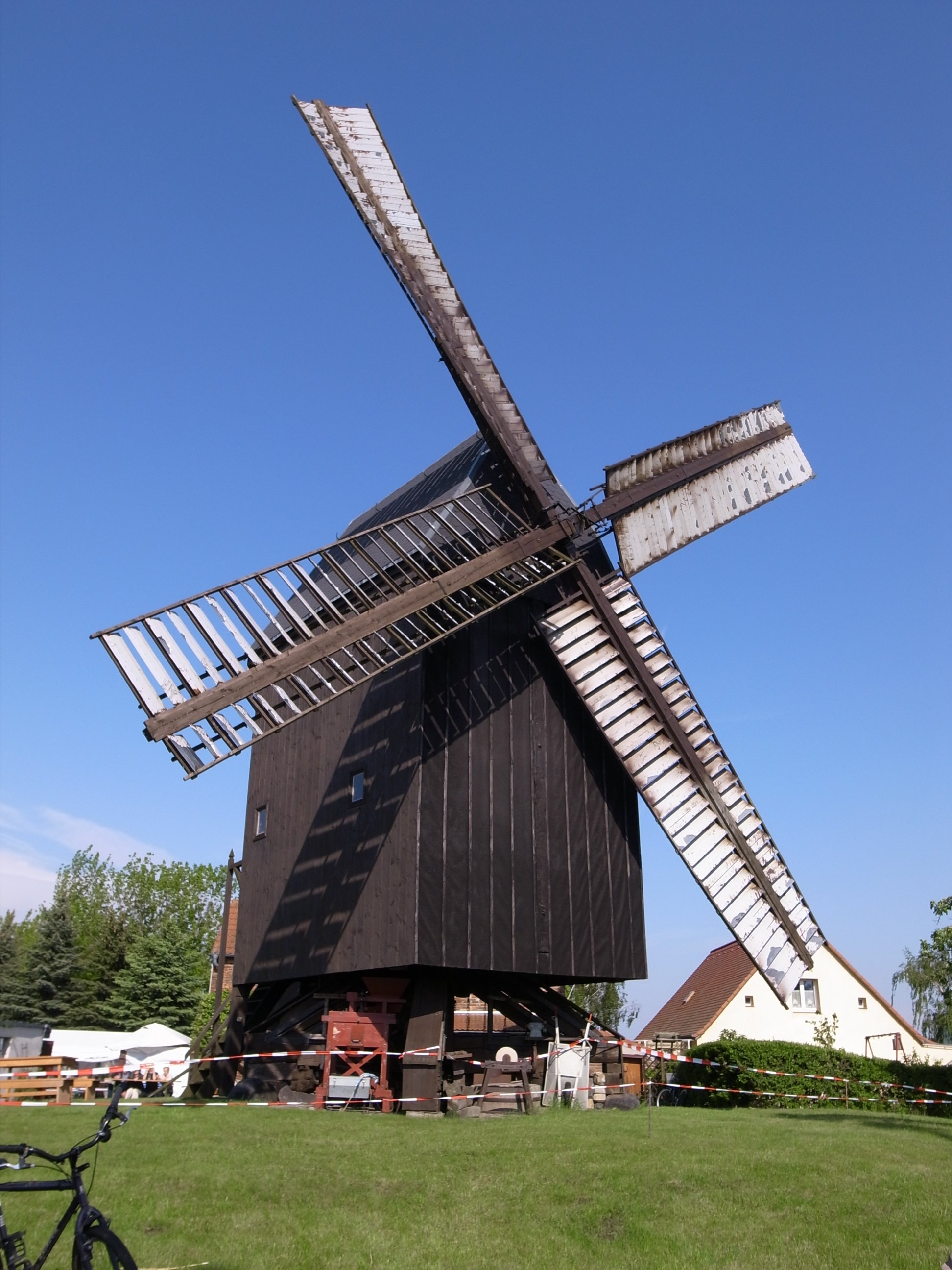
Molen van Sachsendorf